# Kunstjahr 1872
Liste der Kunstjahre

◄◄ | ◄ | 1868 | 1869 | 1870 | 1871 | Kunstjahr 1872 | 1873 | 1874 | 1875

Weitere Ereignisse
Dieser Artikel behandelt das Kunstjahr 1872.

## Ereignisse

### Architektur
- 26. Februar: Bei einem Großbrand wird das Tokioter Geschäftsviertel Ginza völlig zerstört. Nur sechs Tage später beschließt die japanische Regierung, das Gebiet im Stil einer europäischen Prachtstraße wiederzuerrichten.
- 22. Mai: Richard Wagner legt den Grundstein für das Bayreuther Festspielhaus.

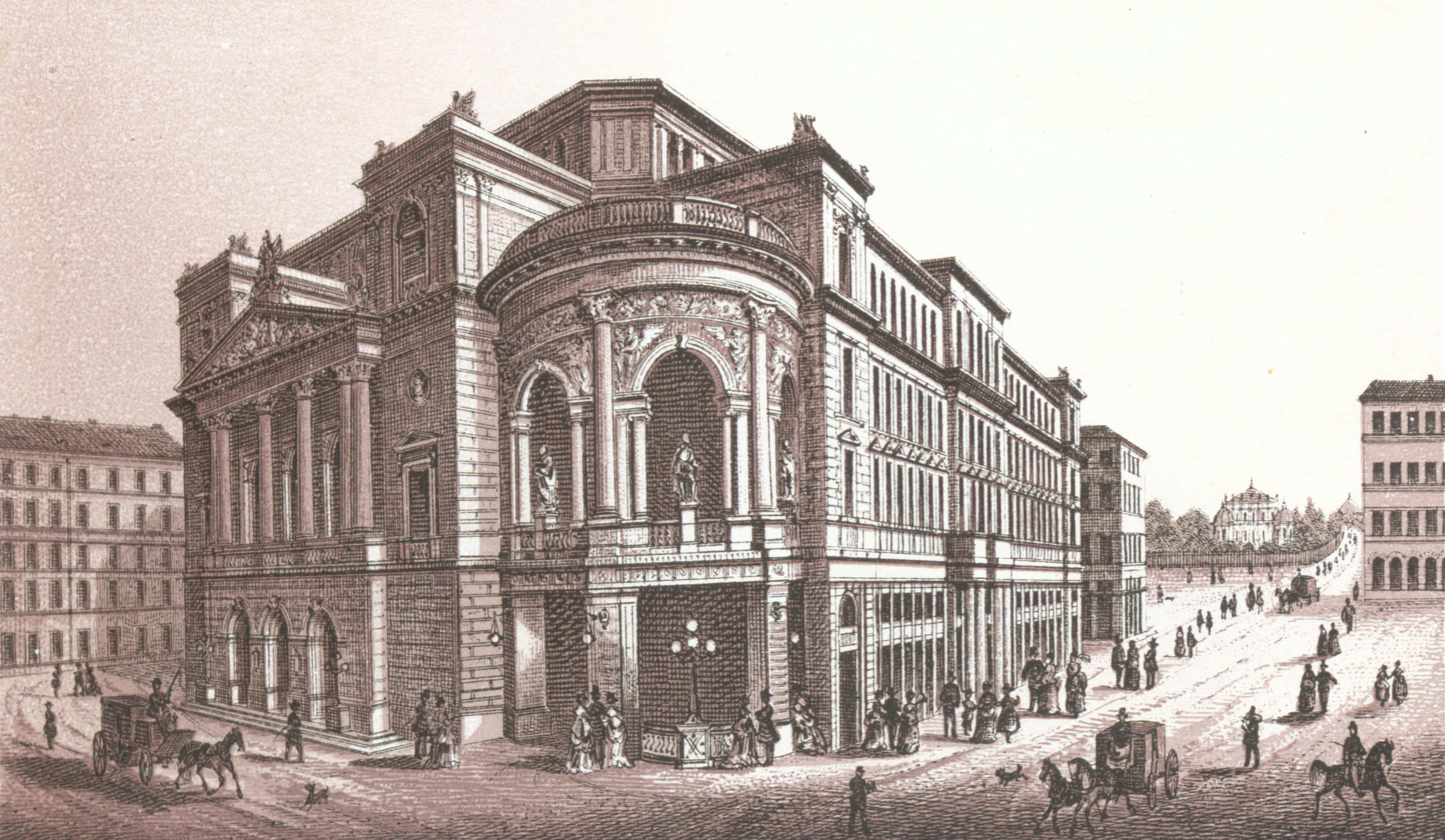
Das Wiener Stadttheater kurz nach der Erbauung

- 15. September: Das von den Architekten Ferdinand Fellner dem Älteren und Ferdinand Fellner dem Jüngeren für eine private AG des Journalisten Max Friedländer und des Theaterautors und -leiters Heinrich Laube erbaute Wiener Stadttheater wird mit Schillers Demetrius in einer Bearbeitung Laubes eröffnet.
- 31. Dezember: Mit der Albert Bridge eröffnet London eine Verbindung zwischen den beiden Stadtteilen Chelsea und Battersea über die Themse.

### Bildhauerei

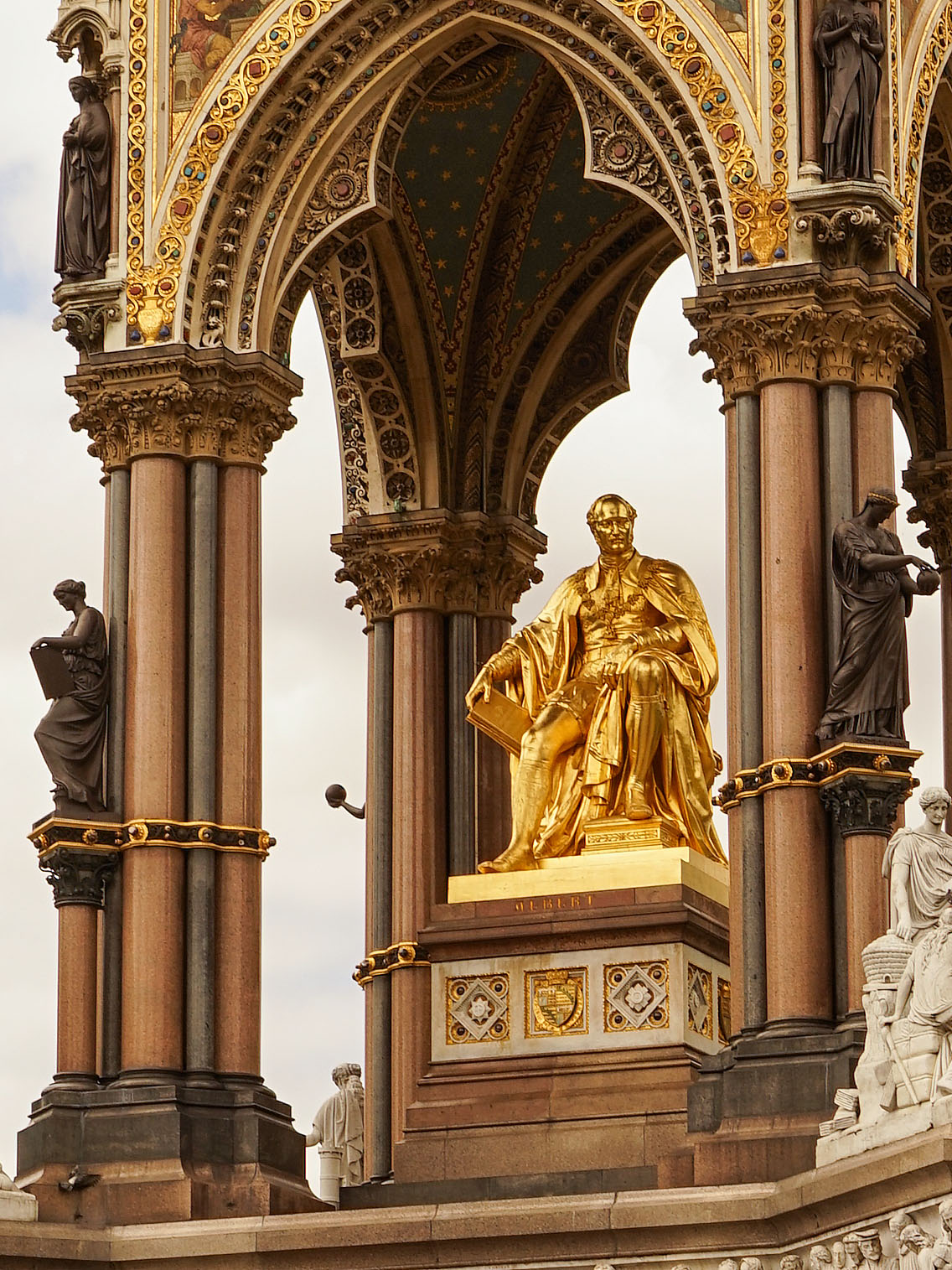
Statue von Prinz Albert

- Das von Königin Victoria als Erinnerung an ihren verstorbenen Gatten Albert von Sachsen-Coburg und Gotha in Auftrag gegebene Albert Memorial in London wird im Juli feierlich eröffnet. Es wurde von Sir George Gilbert Scott entworfen und in den Jahren von 1864 bis 1875 im neugotischen Stil errichtet. Finanziert wurde es hauptsächlich aus Spendengeldern der britischen Bevölkerung. Es besteht aus einem knapp 60 Meter hohen, von vier Säulen getragenen Baldachin, unter dem die vier Meter hohe Statue Alberts sitzt. In seiner Hand hält er den Katalog zur Great Exhibition of the Works of Industry of All Nations, der ersten Weltausstellung, die 1851 in London stattfand.

### Fotografie
- Der Fotograf Eadweard Muybridge beweist auf Bitten von Leland Stanford (Eisenbahn-Tycoon und kalifornischer Gouverneur), dass sich Pferde während des Trabs mit allen vier Beinen in der Luft befinden. Muybridge begründet damit die moderne Serienfotografie.

### Malerei

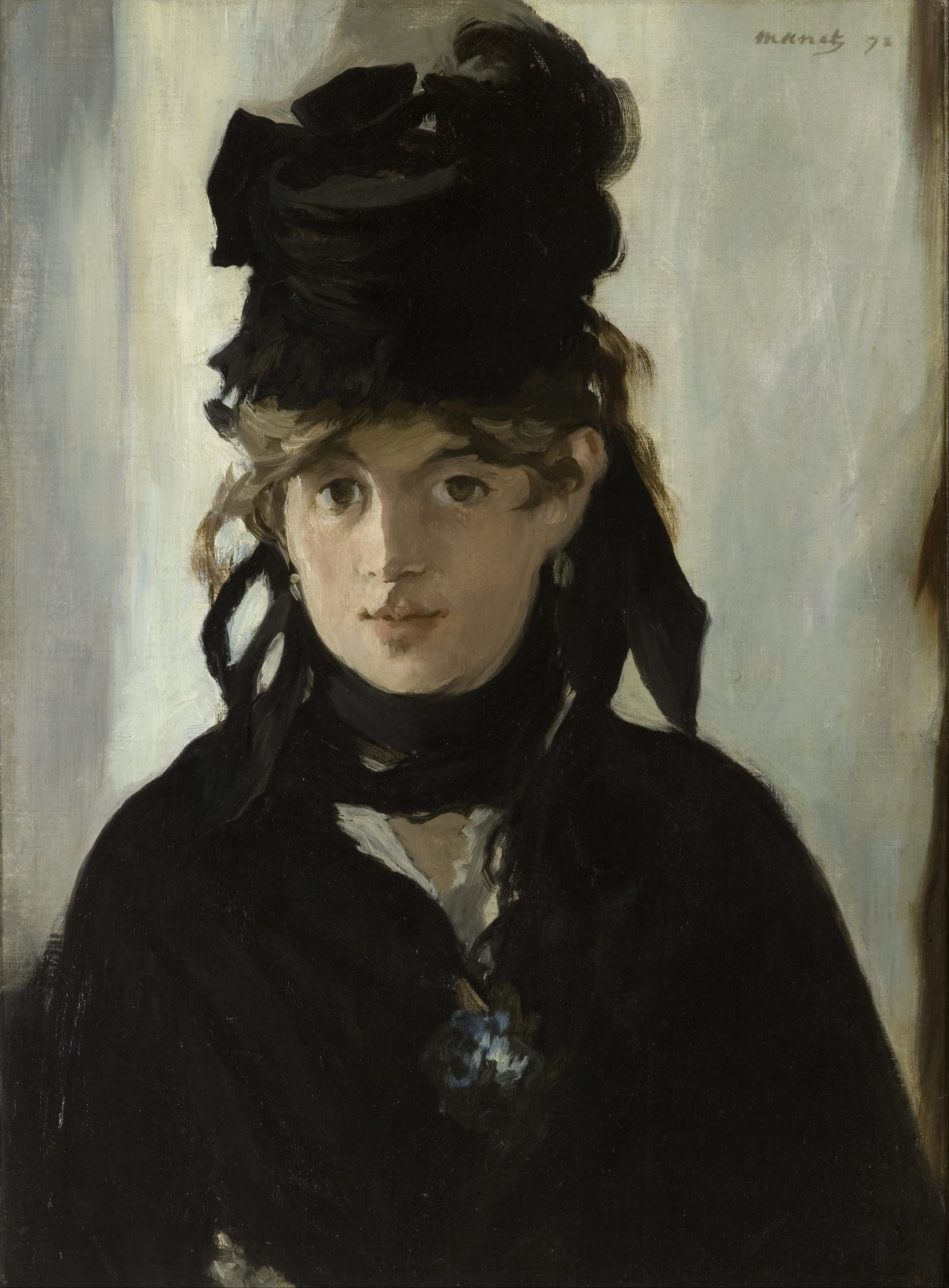
Édouard Manet, Berthe Morisot mit Veilchenstrauß

- Édouard Manet malt in Öl auf Leinwand das Bild Berthe Morisot mit Veilchenstrauß. Dargestellt ist die mit Manet befreundete Malerin Berthe Morisot, die seit 1868 sein bevorzugtes Modell ist. Mit dem Bild als Vorlage schafft Manet auch eine Radierung und zwei Lithografien, in denen er das Motiv variiert.

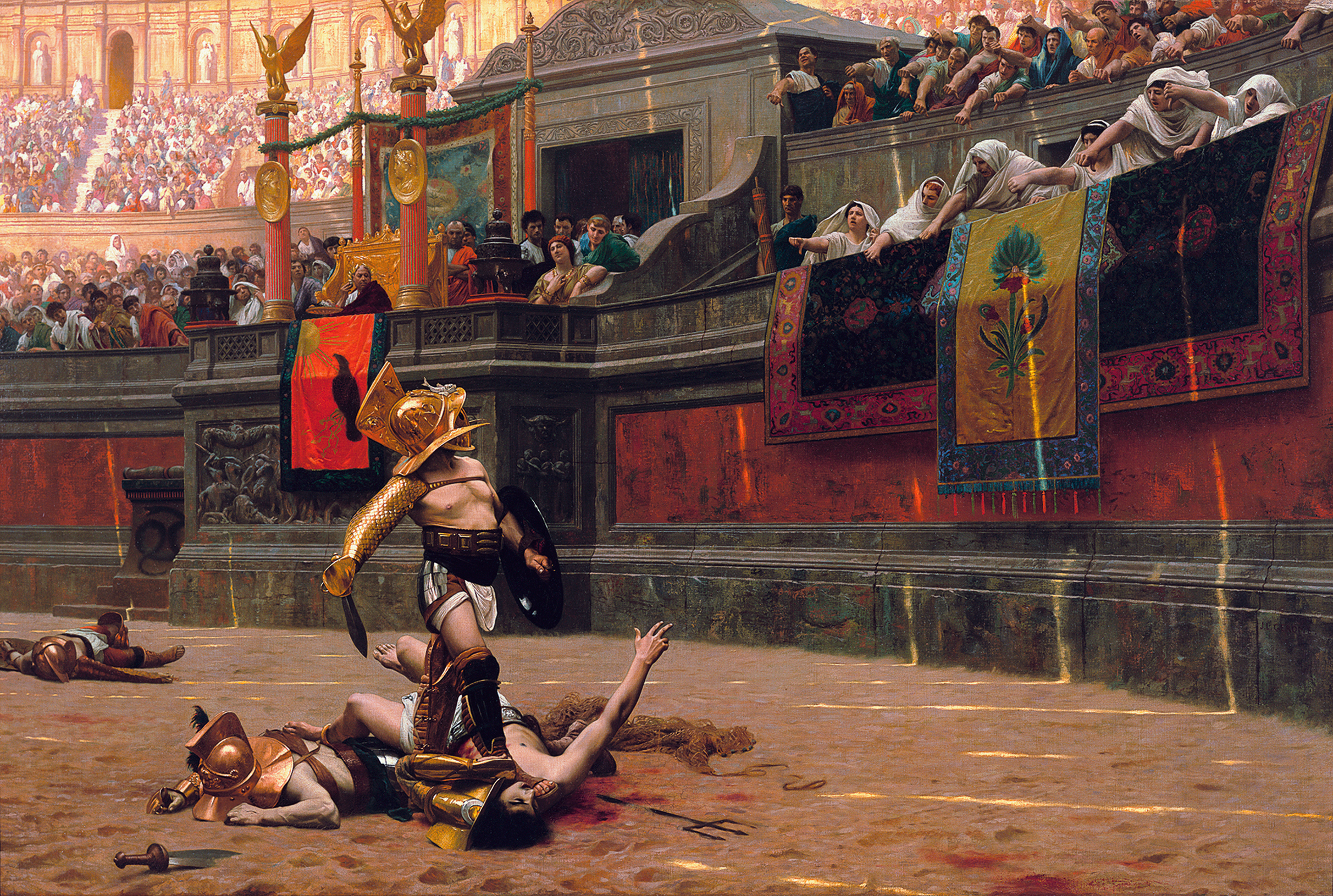
Jean-Léon Gérôme, Pollice Verso

- Jean-Léon Gérôme malt eines seiner bekanntesten Werke Pollice verso, das eine Szene aus einem Gladiatorenkampf darstellt. Das Werk ist ein bedeutendes Beispiel der Historienmalerei und wird dem akademischen Realismus zugeordnet. Gérôme wird später zu einem erbitterten Gegner des Impressionismus.
- Claude Monet malt das Bild Impression, soleil levant, das dem Impressionismus seinen Namen gibt.

### Museen und Ausstellungen

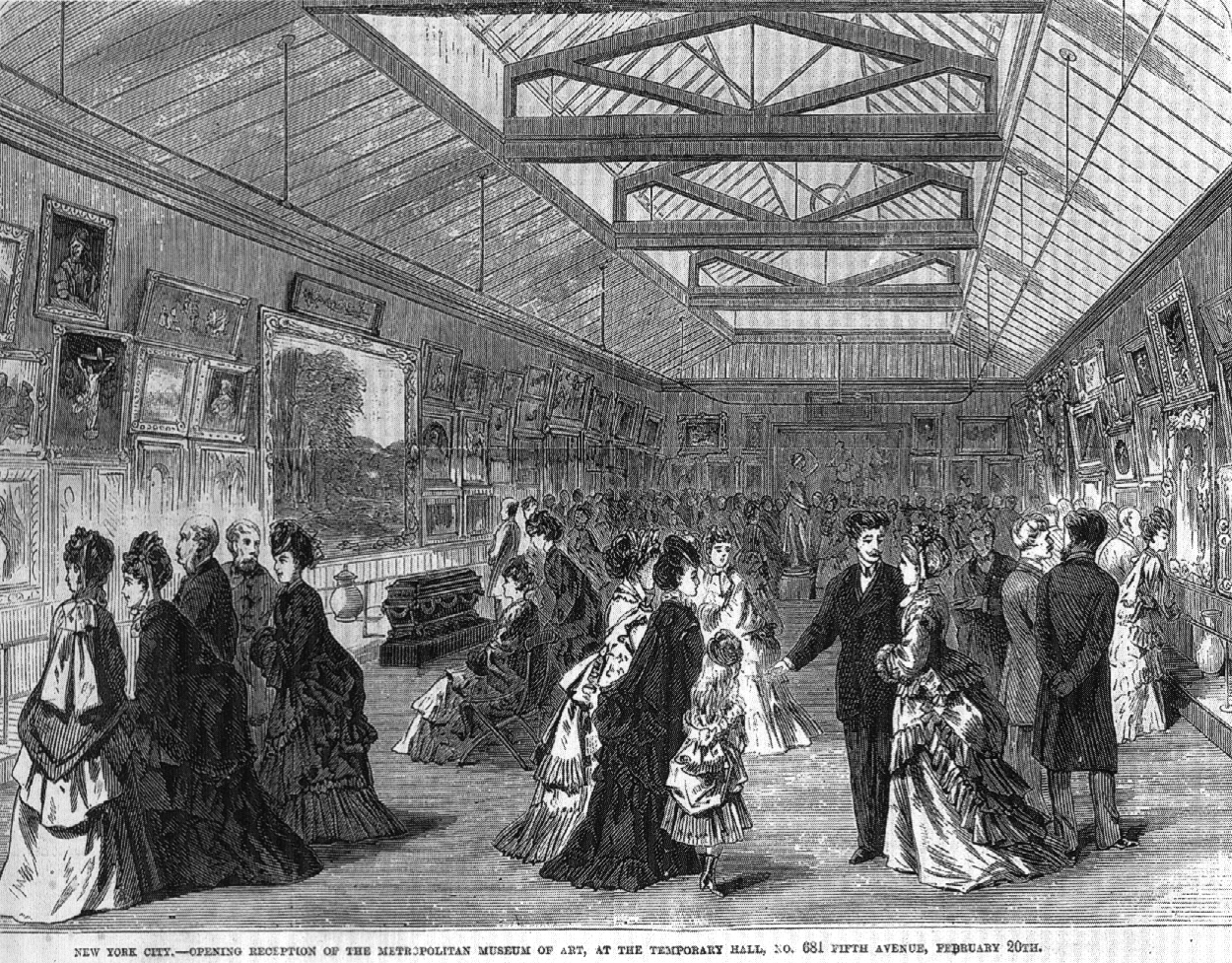
Eröffnung des Metropolitan Museum

- 20. Februar: Das Metropolitan Museum of Art wird in New York eröffnet.
- Frühjahr: Bei der Einweihung der zwischen 1869 und 1872 nach Plänen des Architekten Johann Jakob Stehlin-Burckhardt errichteten Kunsthalle Basel fasst der Präsident des Basler Kunstvereins, Johann Jakob Im Hof, die Funktion der Kunsthalle programmatisch so zusammen: «Der bildenden Kunst eine Stätte zu bereiten, um in unserer Vaterstadt das Interesse dafür anzuregen, zu fördern, zu verbreiten, sowie freundschaftliche Beziehungen unter Künstlern und Kunstfreunden zu pflegen.» Künstler wie Arnold Böcklin, Carl Brünner, Ernst Stückelberg und Charles Iguel waren an der künstlerischen Ausschmückung des Gebäudes beteiligt.

## Geboren

### Geburtsdatum gesichert
- 10. Januar: Frederic Storck, rumänischer Bildhauer († 1942)
- 15. Januar: Hirakushi Denchū, japanischer Bildhauer der Taishō- und Shōwa-Zeit († 1979)
- 18. Januar: Wilhelm Thiele, preußischer Maler († 1939)
- 23. Januar: Jože Plečnik, slowenischer Architekt († 1957)

- 11. Februar: Edward Johnston, britischer Kalligraf, Typograf und Lehrer († 1944)

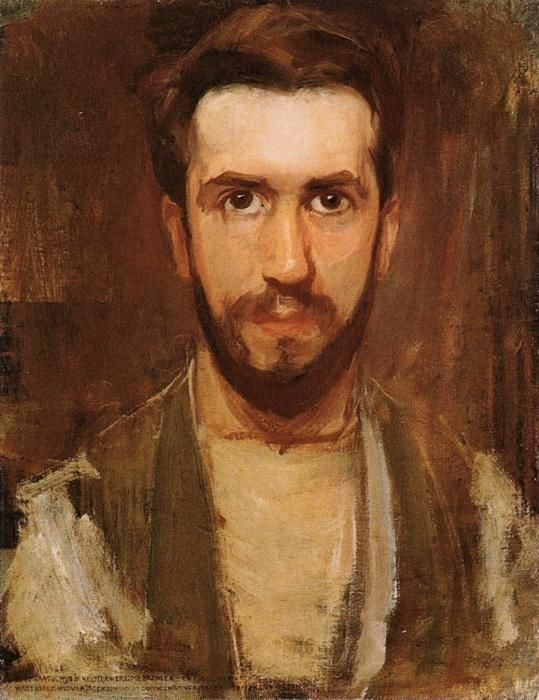
Piet Mondrian, Selbstporträt, um 1900

- 7. März: Piet Mondrian, niederländischer Maler († 1944)
- 12. März: Ernst Hottenroth, deutscher Bildhauer († 1908)
- 14. März: Oleksa Nowakiwskyj, ukrainischer Maler und Pädagoge († 1935)
- 31. März: Sergei Djagilew, russischer Herausgeber, Kunstkritiker und Kurator († 1929)

- 2. April: Ludwig Habich, deutscher Bildhauer († 1949)
- 5. April: Emmy von Egidy, deutsche Bildhauerin und Schriftstellerin († 1946)

- 12. Mai: Eduard „Ede“ Telcs, ungarischer Bildhauer und Medailleur († 1948)
- 16. Mai: Bernhard Pankok, deutscher Architekt und Designer († 1943)

- 10. Juni: Pedro Reszka, chilenischer Maler († 1960)
- 13. Juni: Hans Erlwein, deutscher Baumeister († 1914)
- 19. Juni: Beatrix Farrand, US-amerikanische Landschaftsarchitektin († 1959)

- 8. Juli: Heinrich Strieffler, deutscher Maler († 1949)

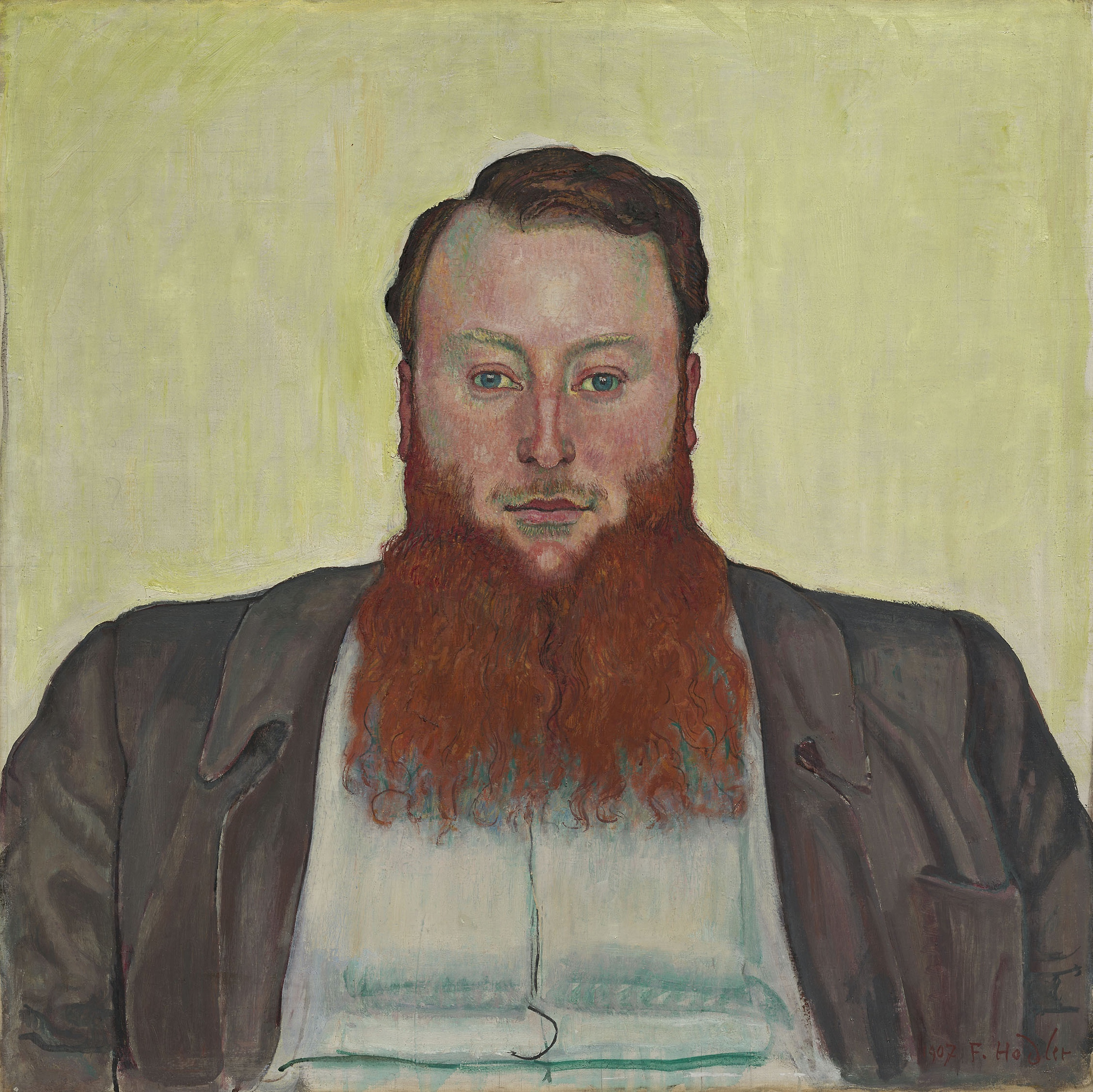
James Vibert – Porträt aus dem Jahre 1907 von Ferdinand Hodler

- 15. August: James Vibert, Schweizer Bildhauer († 1942)
- 16. August: Jane Atché, französische Malerin, Grafikerin und Plakatkünstlerin († 1937)
- 18. August: René Victor Auberjonois, schweizerischer Maler († 1957)
- 21. August: Aubrey Beardsley, britischer Dichter, Zeichner, Graphiker, Karikaturist und Illustrator († 1898)

- 21. September: Octave Guillonnet, französischer Maler († 1967)
- 28. September: Georg Herting, deutscher Bildhauer († 1951)

- 7. Oktober: Martha Koepp-Susemihl, deutsche Malerin († 1936)
- 29. Oktober: Hermann Haack, deutscher Kartograph († 1966)

- 7. Dezember: Johan Huizinga, niederländischer Kulturhistoriker († 1945)
- 12. Dezember: Bruno Cassirer, deutscher Verleger und Galerist († 1941)
- 12. Dezember: Heinrich Vogeler, deutscher Künstler († 1942)
- 25. Dezember: Naum Aronson, russisch-französischer Bildhauer († 1943)

### Genaues Geburtsdatum unbekannt
- Theodor Makridi, osmanischer Beamter und Museumskurator († 1940)

## Gestorben
- 13. Mai: Georg Friedrich Carl Kölling, deutscher Bildhauer (* 1825)

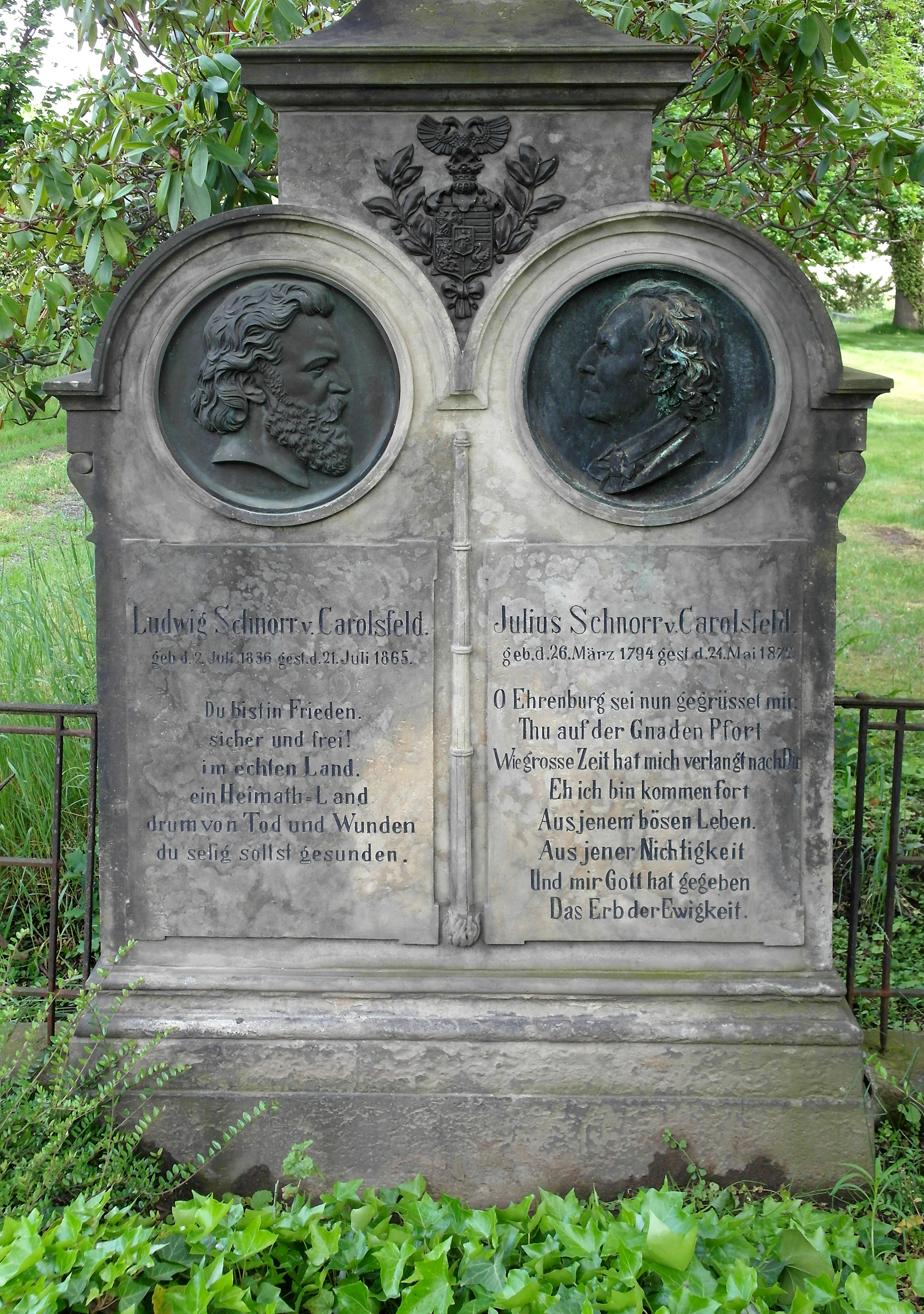
Grab der Schnorr von Carolsfeld auf dem Alten Annenfriedhof in der Südvorstadt in Dresden

- 24. Mai: Julius Schnorr von Carolsfeld, deutscher Maler (* 1794)

- Oktober: Joseph Alexander Ames, US-amerikanischer Porträtmaler (* 1816)
- 22. Dezember: Jakob Becker, deutscher Maler, Radierer und Lithograph (* 1810)
- 23. Dezember: George Catlin, US-amerikanischer Maler, Autor und Indianerkenner (* 1796)